# 1997 UX20
1997 UX20 är en asteroid i huvudbältet som upptäcktes den 24 oktober 1997 av Beijing Schmidt CCD Asteroid Program vid Xinglong-observatoriet.
Asteroiden har en diameter på ungefär 9 kilometer och den tillhör asteroidgruppen Themis.